# 苏通长江公路大桥
蘇通長江公路大橋（簡稱蘇通长江大橋或苏通大桥）位於中华人民共和国江蘇省，在南通市（经济技术开发区）和苏州市（常熟市）之间跨越長江。该桥公路總里程32.4公里（含南北端引道），實際跨江的橋樑部份約8.2公里，总投资约64.5亿元。苏通大桥是拥有世界第二大跨度（1088公尺）的斜拉桥，桥塔300.4公尺的高度则位列世界第三。此外，苏通大桥还有最深基础，最长拉索等世界第一。原本预计2008年底完工，但卻預先於2007年6月18日提前合龍，整體工程進度提前了近乎一年。2008年5月25日下午4时30分，苏通大桥投入试运行，6月30日正式通车，南通进入上海的一小时都市圈之內。

## 详述
苏通大桥工程起于通启高速公路的小海镇互通立交，终于苏嘉杭高速公路董浜互通立交。路线全长32.4公里，主要由北岸接线工程、跨江大桥工程和南岸接线工程三部分组成。
- 跨江大桥工程：总长8206米，其中主桥采用 100+100+300+1088+300+100+100=2088米的双塔双索面钢箱梁斜拉桥。斜拉桥主孔跨度1088米，列世界第二；主塔高度306米，列世界第二；斜拉索的长度577米，列世界第一；群桩基础平面尺寸113.75米 X 48.1米，列世界第一。专用航道桥采用140+268+140=548米的T型刚构梁桥，为同类桥梁工程世界第二；南北引桥采用30、50、75米预应力混凝土连续梁桥；
- 北岸接线工程：路线总长15．1公里，设互通立交两处，主线收费站、服务区各一处；
- 南岸接线工程：路线总长9．1公里，设互通立交一处。

苏通大桥全线采用双向六车道高速公路标准，计算行车速度南、北两岸接线为120公里／小时，跨江大桥为100公里／小时，全线桥涵设计荷载采用汽车一超20级，挂车一120。主桥通航净空高62米，宽891米，可满足5万吨级集装箱货轮和4.8万吨船队通航需要。
全线共需钢材约25万吨，混凝土 140万方，填方320万方，占用土地一万多亩，拆迁建筑物26万平方米。工程总投资约64.5亿元，计划建设工期为六年。

### 资金
苏通大桥建设总投资约64.5亿元。江苏苏通大桥发展有限责任公司资本金22亿元，全部投入大桥建设，其余建设资金约42.5亿元由公司通过国内银行贷款等渠道解决。大桥建成后，公司用收取的过桥费还贷。

### 收费标准
全长32.4公里的苏通大桥分为南、北岸接线高速公路和跨江大桥三个部分。苏通大桥通车后除在跨江大桥上设立苏通大桥南和苏通大桥北两座收费站外，还将在南北岸接线分别设立常熟开发区、南通开发区和竹行三个匝道收费站。
其中，南北岸接线高速公路收费采用与省内其他高速公路同样的计费方式。跨江大桥部分的收费标准是客车按核载人数收费，而货车按轴数及计重方式收费。
苏通大桥收费标准在开通时与长江江苏段的几座长江大桥相比是最高的，后被五峰山大桥超越。原因之一是由于投资大，苏通大桥投资高达80多亿元，而其他长江大桥，例如江阴大桥的投资只有30多亿元。第二个是里程长，苏通大桥和两岸接线总长30多公里，其他长江大桥有的还不到10公里。 
苏通大桥通车后，对通常汽渡冲击在所难免。目前，通常汽渡的收费标准最低是30元，在价格上，并不占优势。据业内人士预测，大桥开通后通常汽渡总体运量将会减少9成左右。汽渡方面表示，要维持其作为应急过江通道的存在，还需要有关政策方面的扶持。
| 客车       | 收费费率（元/车次） |
| ---------- | ------------------- |
| 7座及以下  | 30                  |
| 8－19座    | 40                  |
| 20座及以上 | 60（优惠标准）      |

| 货车 | 收费费率（元/车次） |
| ---- | ------------------- |
| 2轴  | 35                  |
| 2轴  | 70                  |
| 3轴  | 110                 |
| 4轴  | 135                 |
| 5轴  | 140                 |
| 6轴  | 160                 |

## 世界之最
- 斜拉桥主孔跨度1088米，列世界第二；
- 主塔高度306米，列世界第三；
- 斜拉索的长度577米，列世界第二；
- 群桩基础平面尺寸113.75米×48.1米，列世界第一；
- 专用航道桥采用140+268+140=548米的T型刚构梁桥，为同类桥梁工程世界第二。

## 外部連結
- 江苏苏通大桥有限责任公司 （页面存档备份，存于）